# Дмитриев
Дмитриев (на руски: Дмитриев, в много официални документи Дмитриев-Лговски), е град в Русия, административен център на Дмитриевски район, Курска област. Населението на града към 1 януари 2018 е 6430 души.

## История
Селището получава статут на град през 1938 година. В периода от 1784 до 1940 година носи името Дмитриев на Свапа.

## География
Градът се намира на 190 метра надморска височина, разположен по брега на река Свапа, на 120 километра от град Курск.

## Личности
Родени в Дмитриев са:
- Митрофан Колосов (1839 – 1881) – филолог
- Юри Герман (1910 – 1967) – руски и съветски писател, драматург, сценарист